# North Fork Koyukuk
Pour les articles homonymes, voir North Fork.
La rivière North Fork Koyokuk est un cours d'eau d'Alaska, aux États-Unis située dans la région de recensement de Yukon-Koyukuk. C'est un affluent de la rivière Koyukuk elle-même affluent du Yukon.

## Description
Longue de 100 milles (161 km), elle coule en direction du sud pour rejoindre la Middle Fork et former la Koyukuk à 36,5 milles (59 km) au sud-est de Wiseman. Elle est entièrement incluse dans le Parc national et réserve des Gates of the Arctic.
Son nom a été référencé en 1899 par T.G. Gerdine, de l'United States Geological Survey.

## Affluent
- Tinayguk

## Sources
- (en) « North Fork Koyukuk », Geographic Names Information System